# 서울서진학교
서울서진학교는 서울특별시 강서구 가양동에 소재하는 공립 특수학교이다. 발달장애 학생을 위한 교육환경을 만들기 위해 초등학교, 중학교, 고등학교, 전공과 과정이 통합된 형태의 학교이다.

## 연혁
- 2020년 3월 1일 : 이전한 옛 서울공진초등학교 부지에 개교[1]

## 같이 보기
- 영화 《학교 가는 길》  - 건설 과정과 관련 투쟁을 다룬 2021년 대한민국의 다큐멘터리 영화